# 角能線 (湖国バス)

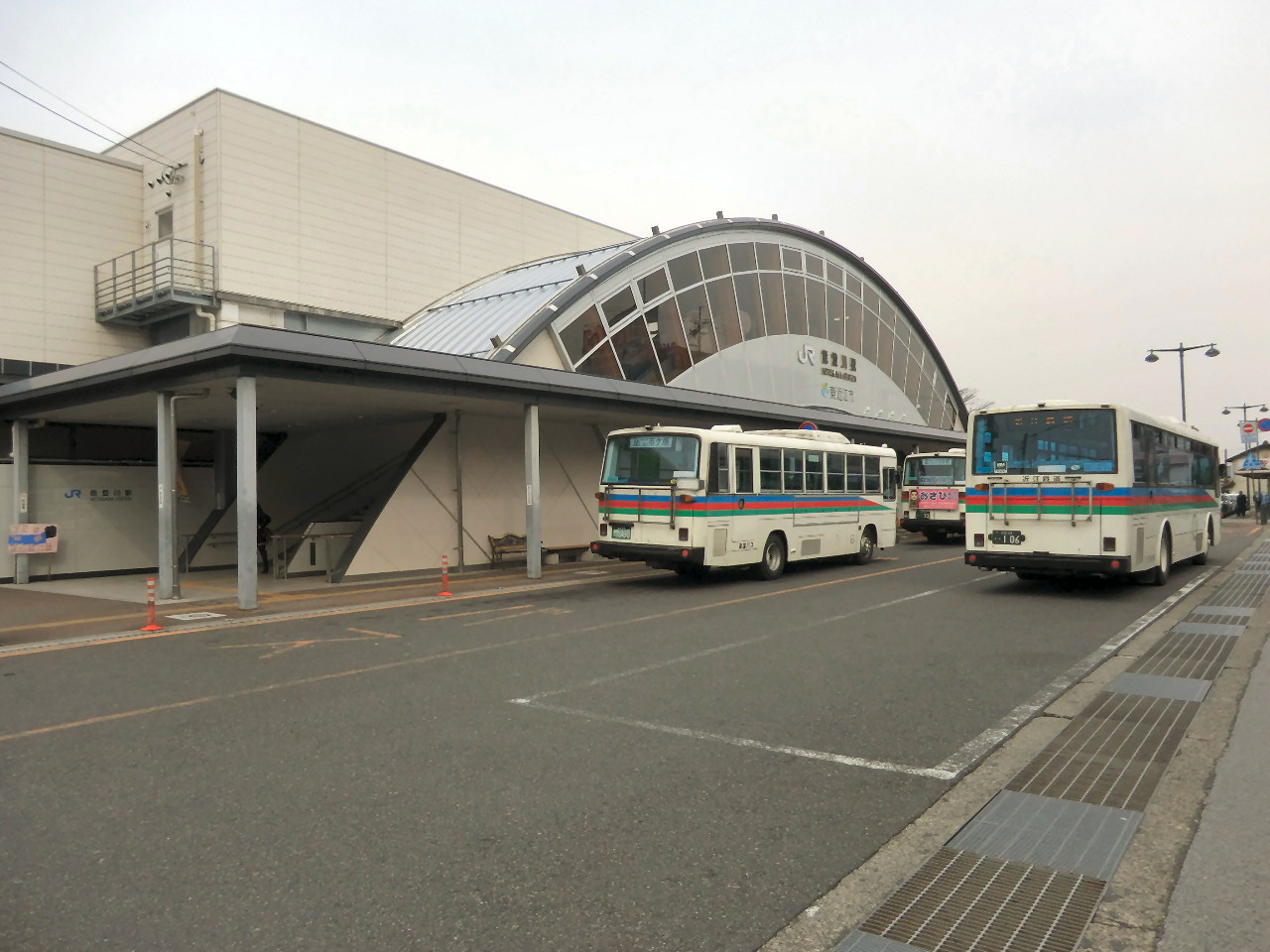
能登川駅に停車中の近江鉄道バス。駅舎側に「市ケ原」の幕を掲げた車両が停車中（2011年12月）

角能線（かくのうせん）は、滋賀県東近江市垣見町にあるJR能登川駅から、同県愛荘町を経由し、東近江市市ヶ原町・大林町に至るまでの、全長17.2 kmからなる近江鉄道バスのバス路線である。

## 概要
JR能登川駅と近江鉄道愛知川駅、愛荘町、東近江市東部を結ぶ路線である。古くからの生活道路を通行するため、歩道のない片側1車線の道路がほとんどで、大型トラックやトレーラーなどとの離合が困難な箇所が多々ある。道幅は開通当時の大正時代、もしくはそれ以前と変わらない区間もある。
しかしながら、観光目的で乗車する場合は、湖東平野ののどかな田園風景が楽しめる。沿線の観光名所としては、湖東三山の一つである百済寺がある。

## 経緯
角能線の由来は、もともと角井村（かくいむら）から能登川駅までを結ぶ路線として開通したことによる。角井村は1955年（昭和30年）に隣の西小椋村と合併して愛東村（1971年〈昭和46年〉2月11日に町制を施行して愛東町に改称）となり、2005年（平成17年）2月11日に八日市市など周辺の市町との合併により、東近江市となった。
角能線の開通以前は、愛渓自動車が1920年（大正9年）に能登川駅と愛知川駅を結ぶ路線を開通し、それを運行していた。同社は昭和初期に近江鉄道が買収し、角井村平尾（現・東近江市平尾町）までを結ぶ「角能線」とした。東近江市内を走るバス路線は当路線が最も古い路線でもある。

## 運行範囲の変遷
現在の運行区間は、能登川駅 - 佐生団地 - 愛知川駅 - 湖東記念病院 - 百済寺本町 - 市ヶ原である。なお、2024年（令和6年）時点では能登川駅 - 佐生、湖東記念病院 - 中里、読合堂 - 市ヶ原の各区間はちょこっとバス（東近江市で運行するコミュニティバスの愛称）の路線と並行している。停留所数は計33ヵ所、全区間の所要時間は42 - 43分である。なお、同路線の停留所に関する案内は近江鉄道バスの路線図を参照されたい。
当路線が開通した1920年代は平尾（旧・愛東町平尾。現・東近江市平尾町）まで運行し、昭和30年代（1955年 - 1964年）には永源寺（旧・永源寺町高野。現・東近江市永源寺高野町）まで延長運行したが、利用者の減少によって市ヶ原で終点となる路線となった。なお、昭和後期から平成初期は金剛輪寺を、1990年代初頭から2003年頃はクレフィール湖東を経由していた。ちなみに、湖東記念病院は同病院の開設（2000年〈平成12年〉10月開設）に併せて経由を開始している。